# Bella Block: Tödliche Nähe
Tödliche Nähe ist ein deutscher Fernsehfilm von Christiane Balthasar aus dem Jahr 2003. Es handelt sich um den 13. Filmbeitrag der ZDF-Kriminalfilmreihe Bella Block.

## Handlung
Die Krankenschwester Sarah Waltz wird leblos in ihrer Wohnung aufgefunden. Bella Block informiert den Chefarzt des Opfers und hofft Hinweise auf ein Tatmotiv und somit den Täter zu erfahren. Doch das Gespräch mit Prof. Ludwig bringt sie ebenso wenig weiter wie die Spuren in der Wohnung der Toten. Als sie sich noch einmal am Tatort umsehen will, trifft sie überraschend auf einen Unbekannten, der sie niederschlägt. Marek Cura, ein aufmerksamer Bewohner des Mietshauses, findet die Kommissarin und kümmert sich liebevoll um sie. Von ihm erhält sie einen Hinweis auf einen Liebhaber von Sarah Waltz, doch bisher weiß sie nur, dass dieser groß, kräftig und Asthmatiker ist. Dank der akribischen Arbeit der Spurensicherung findet sich in der Wohnung ein Fingerabdruck, der zu dem Immobilienmakler Christian Schäfer führt. Dieser leugnet zunächst ein Verhältnis zu haben, schließlich ist er verheiratet und will seine Ehe nicht aufs Spiel setzen. Der Mann beteuert seine Unschuld und da Schäfer sehr betroffen wirkt und zugibt Bella Block niedergeschlagen zu haben, schenkt sie ihm Glauben. Trotzdem wird er vorerst als Tatverdächtiger in Haft behalten.
Ein privates gesundheitliches Problem mit dem Vater des Lebensgefährten von Bella Block führt dazu, dass der alte Mann in die Klinik von Prof. Ludwig eingeliefert werden muss. Bei ihren dortigen Krankenbesuchen findet die Kommissarin einige Auffälligkeiten in der Klinik, denen sie nachgeht. So arbeitet beispielsweise der hilfsbereite Marek Cura, der früher schon einmal in dieser Klinik gearbeitet hatte, seit kurzem wieder als Krankenpfleger dort, allerdings im Keller. Bella Block hegt einen bösen Verdacht. Sie recherchiert in den Krankenakten und hat nun Gewissheit, dass in der Zeit, als Marek Cura hier schon einmal gearbeitet hatte, sich auf der Intensivstation die Todesfälle häuften. Anhand der etwas verschlüsselten Tagebuchaufzeichnungen von Sarah Waltz ist erkennbar, dass auch sie diese Zusammenhänge herausgefunden hatte. Bella Block will Cura zu einem Geständnis bewegen, doch dabei verliert der Mann die Nerven und springt aus dem Fenster. Nach seinen Angaben hatte er schwerkranken Menschen, die im Sterben lagen, aus Mitgefühl das Sterben nur verkürzen wollen. Die Kommissarin hat Zweifel, ob der sensible Mann fähig war einen gesunden Menschen zu töten. Ihre Intuition lässt sie noch einmal mit dem Chefarzt Prof. Ludwig reden. Er wusste von den Vorgängen in seiner Klinik und wollte sie um keinen Preis an die Öffentlichkeit gelangen lassen. Als Sarah Waltz dahinter kam und Ludwig mit den Vorgängen in der Vergangenheit konfrontierte, arrangierte er eine Aussprache mit Cura. Diese lief jedoch aus dem Ruder und Sarah Waltz kam dabei durch einen Wutausbruch Curas zu Tode.

## Hintergrund
Der Film wurde in Hamburg gedreht und am 18. Januar 2003 um 20:15 Uhr im ZDF erstausgestrahlt.

## Kritik
Rainer Tittelbach von tittelbach.tv urteilte: „Tödliche Nähe“ „besticht durch überraschende Wendungen und durch eine formvollendete Inszenierung, die mehr sind als bloßes dramaturgisches Kalkül. Inszeniert ist das von Christiane Balthasar formvollendet und präzise den jeweiligen Stimmungen angepasst. Die Klinik mit ihren schmalen Gängen taucht sie desöfteren in kaltes Giftgrün.“
Die Kritiker der Fernsehzeitschrift TV Spielfilm vergaben wieder die beste Wertung (Daumen nach oben) und meinten: „Der überraschungsreiche Krimi fädelt seine Handlungsstränge am Ende plausibel zusammen.“ Fazit: „Erneut in jeder Hinsicht fesselnd.“